# Rachel Hunt
Rachel Hunt es una jinete británica que compitió en la modalidad de concurso completo. Ganó una medalla de oro en el Campeonato Europeo de Concurso Completo de 1987, en la prueba por equipos.

## Palmarés internacional
| Campeonato Europeo | Campeonato Europeo | Campeonato Europeo | Campeonato Europeo |
| Año                | Lugar              | Medalla            | Categoría          |
| ------------------ | ------------------ | ------------------ | ------------------ |
| 1987               | Luhmühlen (RFA)    | Medalla de oro     | Por equipos        |